# Ville-en-Blaisois
Ville-en-Blaisois é uma comuna francesa na região administrativa da Champanha-Ardenas, no departamento de Haute-Marne. Estende-se por uma área de 6,89 km². Em 2010 a comuna tinha 149 habitantes (densidade: 21,6 hab./km²).